# Wiesław Woda
Wiesław Woda (* 17. August 1946 in Paleśnica in der Woiwodschaft Krakau; † 10. April 2010 in Smolensk, Russland) war ein polnischer Politiker (ZSL, PSL), Staatsbeamter, Agraringenieur und von 1989 bis zu seinem Tod Abgeordneter im Sejm der X. (Volksrepublik), III., IV., V. und VI. (Dritte Republik) Wahlperiode.

## Leben und Beruf
Nach dem Studium an der Landwirtschaftlichen Universität Krakau, das er 1969 abschloss, war Woda von 1973 bis 1975 Schulinspektor und von 1975 bis 1987 Vorsitzender der woiwodschaftlichen Agrarverwaltung in Krakau. Für zwei Jahre leitete er das Krakauer Büro der Agentur für landwirtschaftliches Eigentum der Staatskasse (Agencja Własności Rolnej Skarbu Państwa). Von 1994 bis 1997 war er Woiwode in der Woiwodschaft Tarnów.
Woda wurde auf dem Friedhof Rakowicki in Krakau beigesetzt.

## Politik
Woda hatte von 1976 bis 1988 für die Zjednoczone Stronnictwo Ludowe (ZSL) einen Sitz im Stadtrat von Krakau inne. In den Jahren von 1987 bis 1990 füllte er die Funktion des Vizepräsidenten von Krakau aus. Anschließend war Woda über mehrere Jahre Woiwode in der damaligen Woiwodschaft Krakau. 
Erstmals Abgeordneter des Sejms war Woda nach der Wahl zum „Vertragssejm“ von 1989 bis 1991 für die ZSL in der X. Wahlperiode. Von 1991 bis 1993 war er Mitglied im Staatsgerichtshofes. Seit 1997 war Woda ununterbrochen Abgeordneter der Polskie Stronnictwo Ludowe (PSL), die aus der ZSL hervorgegangen ist. Bei den Parlamentswahlen in Polen 2007 wurde er zum fünften Mal zum Abgeordneten gewählt, wo er im Wahlbezirk Tarnów 13365 Stimmen erhielt.
Von Juli 2007 bis März 2009 gehörte Woda dem Rat des öffentlichen Dienstes (Rada Służby Publicznej) beim Ministerpräsidenten an. Am 2. April 2009 wurde er als Mitglied in den Rat für Zivildienst (Rada Służby Cywilnej) berufen. In der V. und VI. Wahlperiode des Sejms war er stellvertretender Vorsitzender der polnisch-taiwanischen Parlamentsgruppe (Polsko-Tajwański Zespół Parlamentarny).
Am 10. April 2010 gehörte Wiesław Woda zu einer polnischen Delegation um Staatspräsident Lech Kaczyński, die anlässlich des siebzigsten Jahrestages des Massakers von Katyn zur Gedenkstätte nach Russland reisen sollte. Bei einem Flugunfall der Delegation nahe dem Militärflugplatz Smolensk-Nord kam er jedoch gemeinsam mit weiteren hochrangigen Repräsentanten Polens ums Leben.

## Ehrungen
Postum wurde Woda am 16. April 2010 das Komturkreuz des Ordens Polonia Restituta (Krzyż Komandorski Orderu Odrodzenia Polski) verliehen.